# 總統創新獎
總統創新獎為中華民國獎勵在產品、技術、管理、服務或文化等領域，有傑出創新成就的獎項，由總統公開頒授。此獎項每兩年頒發一次，每次頒發三至五組得獎者，每一組可獲得獎牌、獎座、獲選證書及獎金新臺幣200萬元。

## 獎項概要
總統創新獎宗旨為表揚在產品、技術、管理、服務或文化等領域，有傑出創新成就，且對中華民國經濟發展有具體貢獻者；指導單位為總統府，主辦單位為經濟部，統籌單位為經濟部產業技術司，執行單位為中華民國產業科技發展協進會。總統創新獎創立於2013年，2014年進行首次頒獎。
總統創新獎設立「總統創新獎委員會」進行相關工作，由經濟部部長擔任召集人，置委員十五至十九人，由經濟部次長擔任執行秘書。獎項組別分為團體組及個人組，其中個人組分為一般個人組及青年組（四十歲以下），遴選以接受推薦及公開徵求方式進行，獎項名額以團體組二名、一般個人組二名、青年組一名，名額共計五名為原則，每二年頒發一次，每一組可獲得獎牌、獎座，以及獎金新臺幣200萬元，由總統公開頒授。

## 得獎名單

### 第一屆（2014年）

第一屆總統創新獎頒獎典禮

頒給財團法人優人文化基金會、財團法人工業技術研究院、陳立恆、余昱辰等四組團體與個人。
| 組別       | 得獎者                                                |
| ---------- | ----------------------------------------------------- |
| 團體組     | 財團法人優人文化基金會                                |
| 團體組     | 財團法人工業技術研究院                                |
| 一般個人組 | 陳立恆（法藍瓷股份有限公司 總裁）                     |
| 青年組     | 余昱辰（財團法人工業技術研究院電子與電光研究所 經理） |

### 第二屆（2016年）

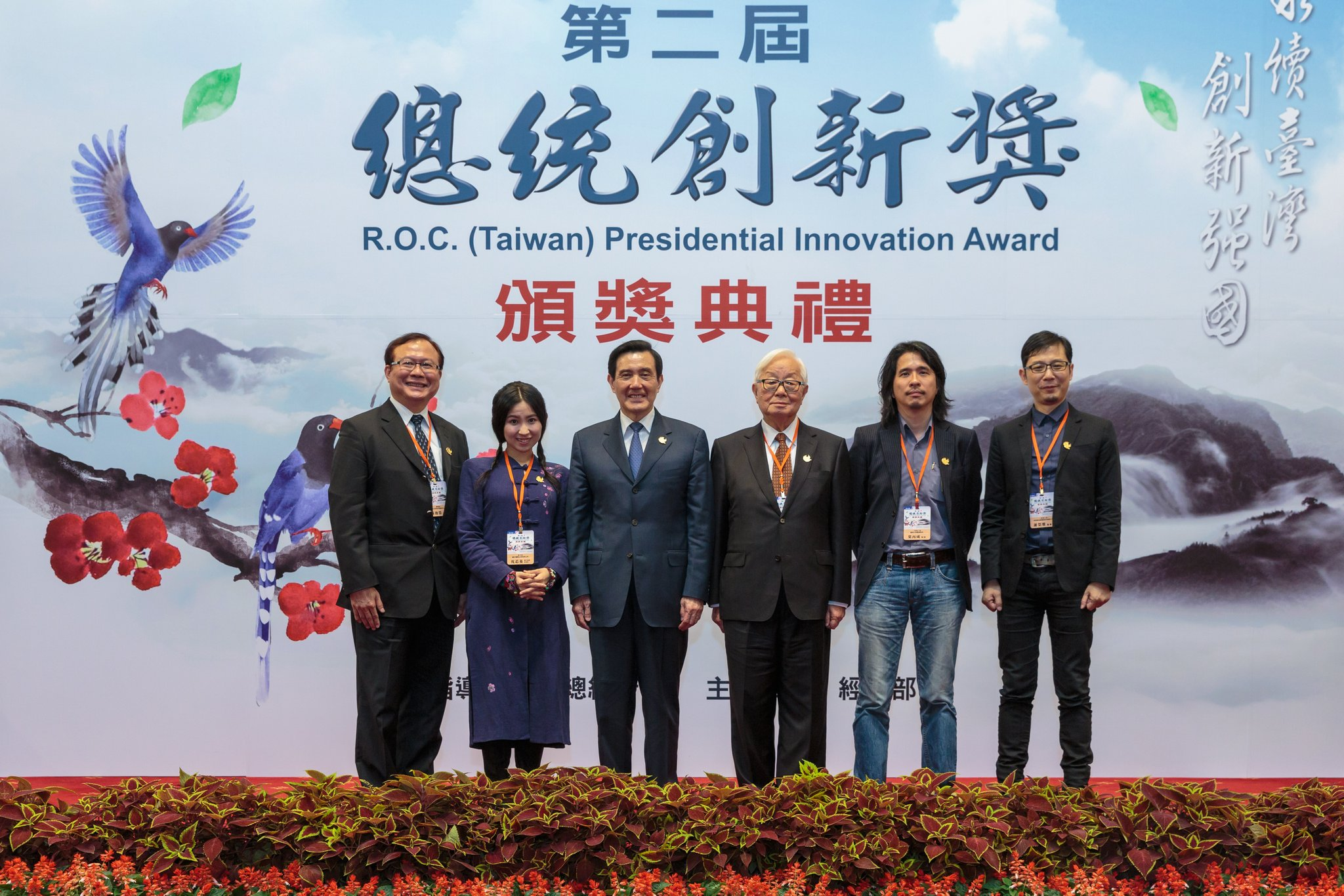
第二屆總統創新獎頒獎典禮

頒給台灣積體電路製造股份有限公司、財政部財政資訊中心、葉丙成、謝榮雅、沈芯菱等五組團體與個人。
| 組別       | 得獎者                                        |
| ---------- | --------------------------------------------- |
| 團體組     | 台灣積體電路製造股份有限公司                  |
| 團體組     | 財政部財政資訊中心                            |
| 一般個人組 | 葉丙成（臺灣大學電機工程學系 教授）           |
| 一般個人組 | 謝榮雅（奇想創造事業股份有限公司 董事長）     |
| 青年組     | 沈芯菱（福太國際企業有限公司 電子商務營運長） |

### 第三屆（2018年）

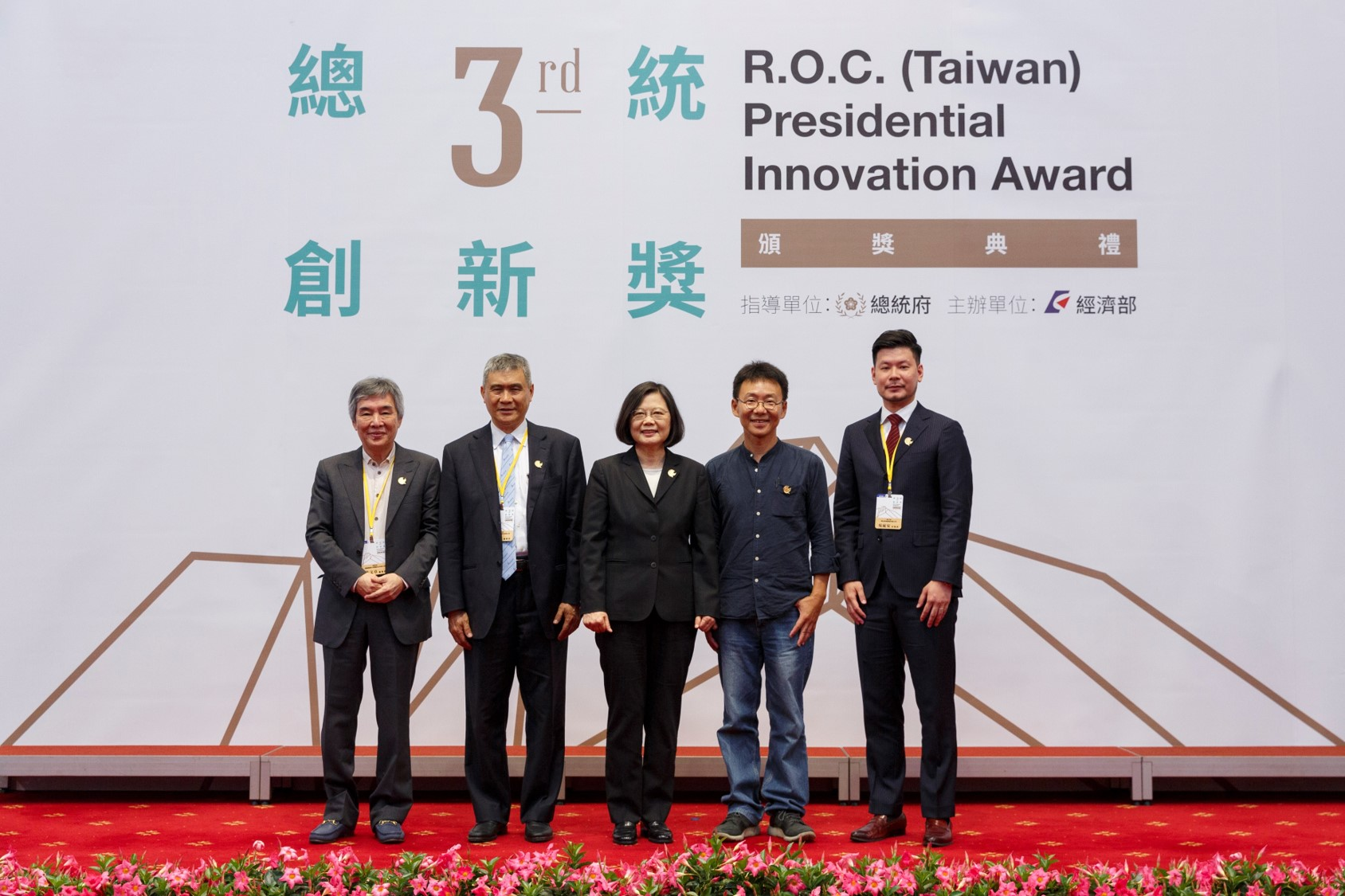
第三屆總統創新獎頒獎典禮

頒給台達電子工業股份有限公司、霹靂國際多媒體股份有限公司、黃聲遠、吳庭安等四組團體與個人。
| 組別       | 得獎者                                            |
| ---------- | ------------------------------------------------- |
| 團體組     | 台達電子工業股份有限公司                          |
| 團體組     | 霹靂國際多媒體股份有限公司                        |
| 一般個人組 | 黃聲遠（田中央聯合建築師事務所 創始人及主持人）   |
| 青年組     | 吳庭安（春池玻璃實業有限公司 董事長特助兼研發長） |

### 第四屆（2020年）

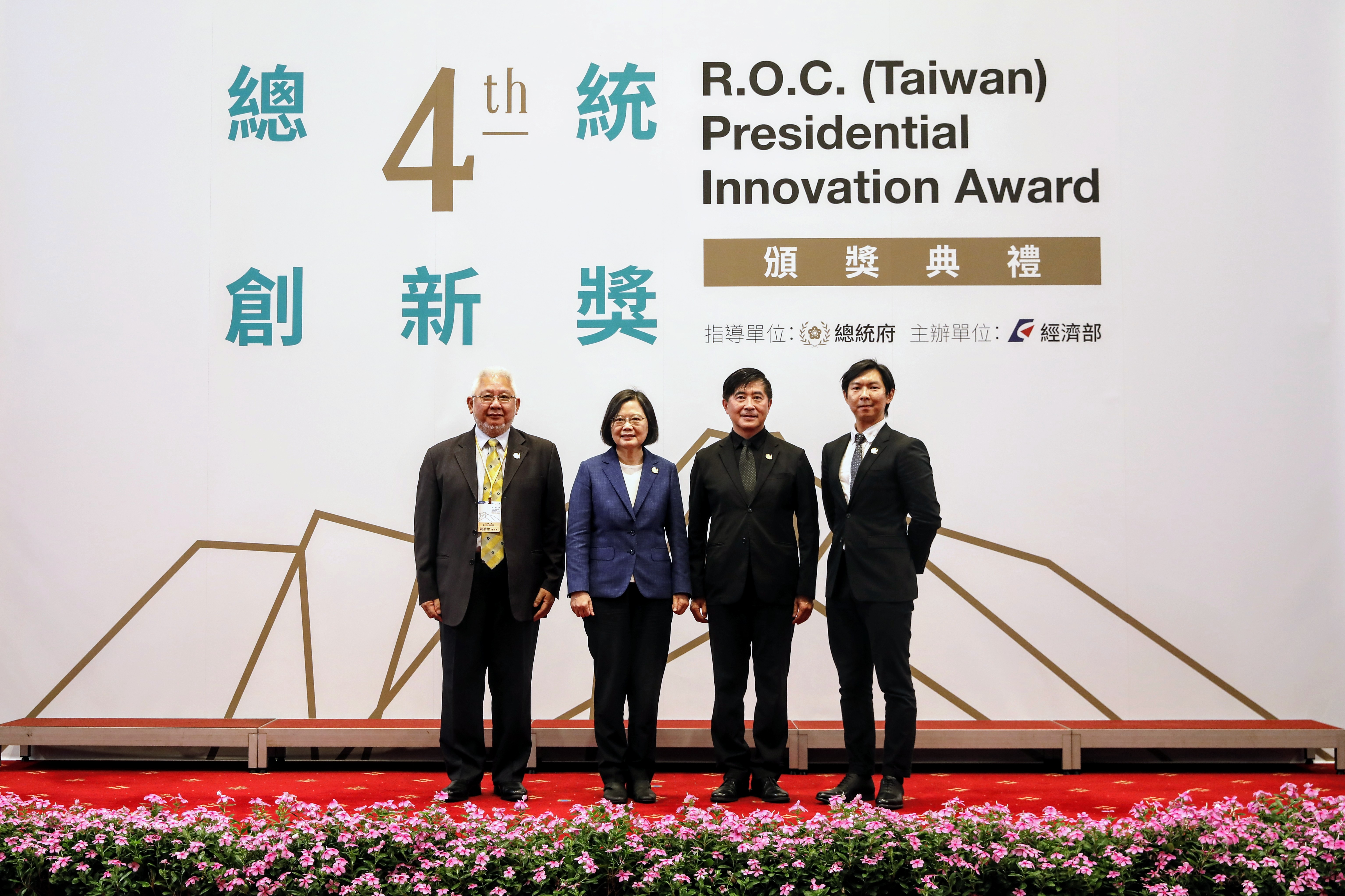
第四屆總統創新獎頒獎典禮

頒給財團法人台灣設計研究院、黃勝堅、郭建甫等三組團體與個人。
| 組別       | 得獎者                                      |
| ---------- | ------------------------------------------- |
| 團體組     | 財團法人台灣設計研究院                      |
| 一般個人組 | 黃勝堅（臺北市立聯合醫院 總院長）           |
| 青年組     | 郭建甫（走著瞧股份有限公司 董事長暨執行長） |

### 第五屆（2022年）

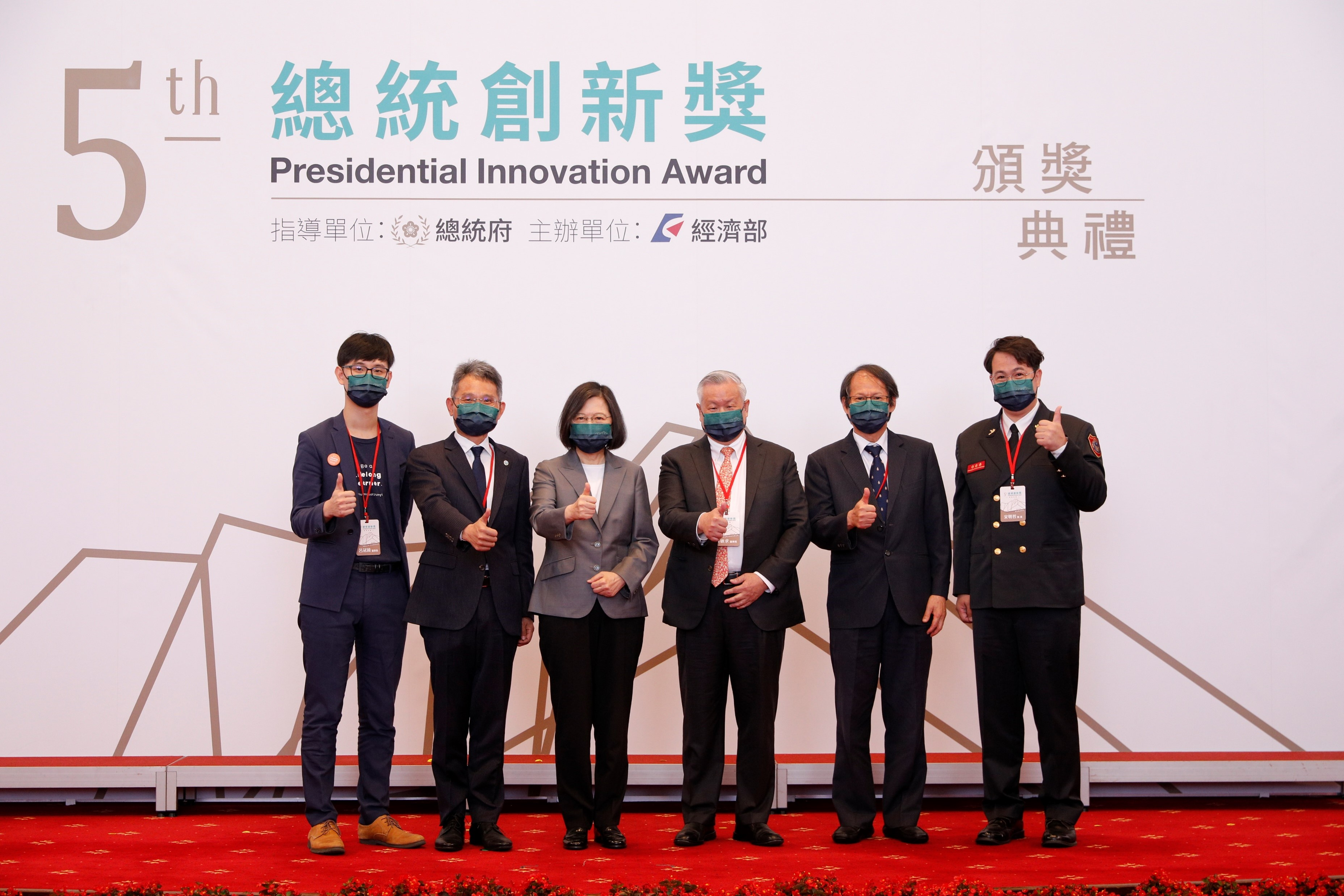
第五屆總統創新獎頒獎典禮

頒給財團法人均一平台教育基金會、經濟部水利署、蔡明祺、吳敏求、宋明哲等五組團體與個人。
| 組別       | 得獎者                                      |
| ---------- | ------------------------------------------- |
| 團體組     | 財團法人均一平台教育基金會                  |
| 團體組     | 經濟部水利署                                |
| 一般個人組 | 蔡明祺（國立成功大學機械工程學系 講座教授） |
| 一般個人組 | 吳敏求（旺宏電子股份有限公司 董事長）       |
| 青年組     | 宋明哲（彰化縣消防局 隊員）                 |

### 第六屆（2024年）
頒給元太科技工業股份有限公司、保瑞藥業股份有限公司、嘖室股份有限公司、林本堅、劉耕名等五組團體與個人。
| 組別       | 得獎者                                                    |
| ---------- | --------------------------------------------------------- |
| 團體組     | 元太科技工業股份有限公司                                  |
| 團體組     | 保瑞藥業股份有限公司                                      |
| 團體組     | 嘖室股份有限公司                                          |
| 一般個人組 | 林本堅（國立清華大學半導體研究學院院長 特聘研究講座教授） |
| 一般個人組 | 劉耕名（Bito甲蟲創意有限公司 創辦人暨創意總監）           |

## 資料來源
1. 1 2  . 總統創新獎. 經濟部.   [2024-05-07]. （原始内容存档于2023-09-28）.
2. ↑  . 中華民國總統府. 2014-07-02  [2021-04-15]. （原始内容存档于2021-04-15）. （页面存档备份，存于）
3. ↑  . 總統創新獎. 經濟部技術處. 2016-04-02  [2021-04-15]. （原始内容存档于2021-04-16）. （页面存档备份，存于）
4. ↑  . 總統創新獎. 經濟部技術處. 2018-04-16  [2021-04-15]. （原始内容存档于2021-04-16）. （页面存档备份，存于）
5. ↑  . 中華民國總統府. 2020-08-11  [2021-04-15]. （原始内容存档于2021-04-15）. （页面存档备份，存于）
6. ↑  . 中華民國總統府. 2022-04-15  [2022-09-07]. （原始内容存档于2024-05-07）.
7. ↑  . www.rocpia.tw.   [2024-05-07]. （原始内容存档于2024-05-07） （中文（臺灣））.

## 外部連結
- （繁體中文）（英文） 總統創新獎 （页面存档备份，存于）